# Людвіг Гангльбауер

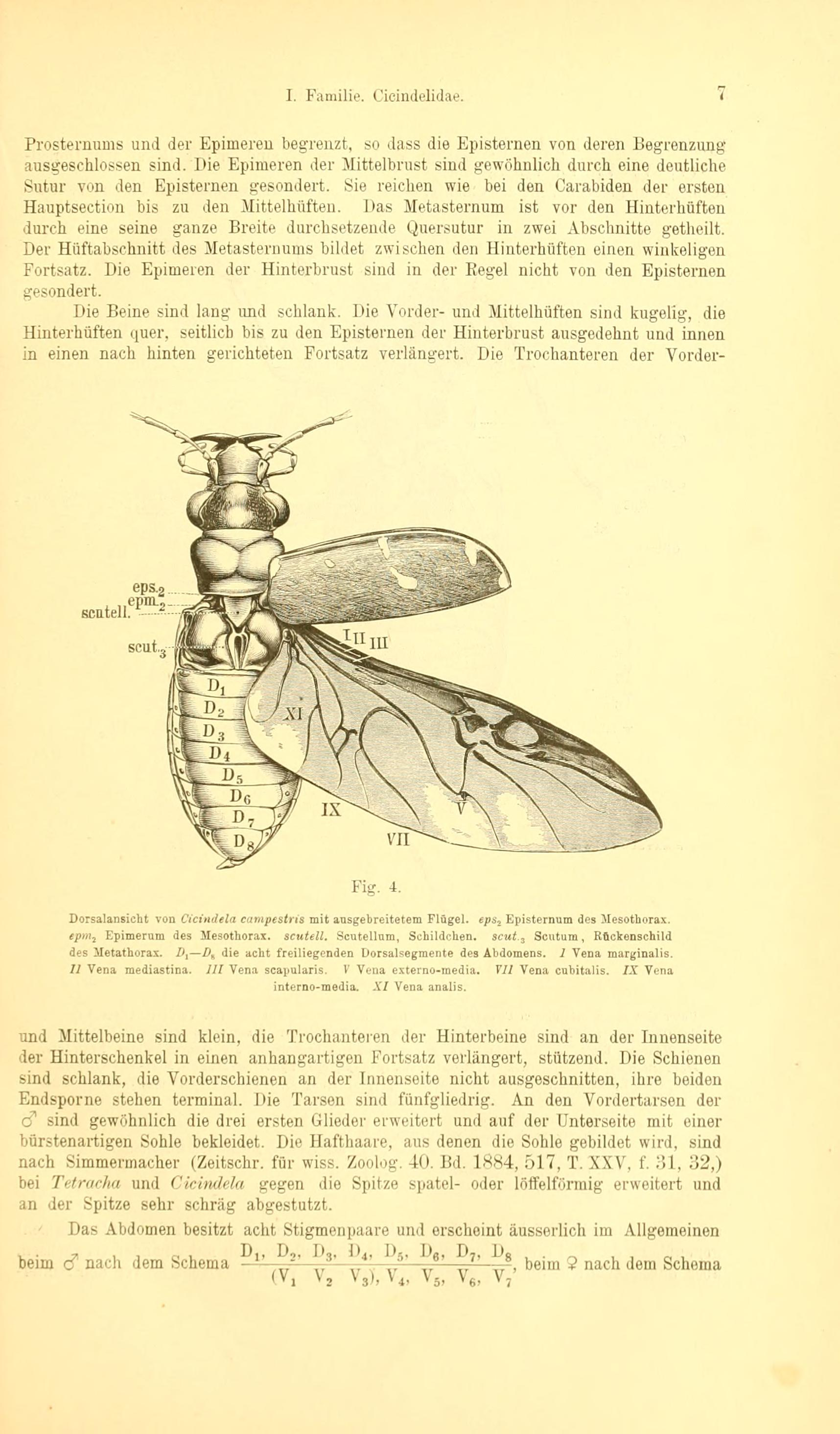
Сторінка з праці Л. Гангльбауера, незакінчена на час смерті ентомолога - Жуки Центральної Європи (Die Käfer von Mitteleuropa)

Людвіг Гангльбауер (нім. Ludwig Ganglbauer) — австрійський ентомолог, упорядник ентомологічної колекції Віденського придворного музею. Спеціалізувався на вивченні жуків Палеарктики. Найважливішими працями біолога є «Die Käfer von Mitteleuropa» (3 т., 1892-99); «Insecta a Cl. G. N. Potanin in China et Mongolia novissime lecta VIII» тощо.
На честь нього був названий жук-вусач Dorcadion ganglbaueri.